# Distretto di Sarkad
Il distretto di Sarkad (in ungherese Sarkadi járás) è un distretto dell'Ungheria, situato nella provincia di Békés.